# 河村智康
河村 智康（かわむら のりやす、1960年5月3日 - ）は、東京都出身のドラマー、スタジオ・ミュージシャン。愛称の「カースケ」から、河村"カースケ"智康ともクレジットされる。息子は同じくドラマーの河村吉宏。

## 人物
10代前半の頃に結成したバンド「ぴかぴか」がコンテストで優勝したことをきっかけにプロの世界に入り、二十歳の頃からドラマーとして活動を開始。
白井貴子& CRAZY BOYSのドラマーである。また1990年代後半には人気ドラマーとなり、サポート・ミュージシャンとして桑田佳祐、福山雅治、藤井フミヤ、椎名林檎、氷室京介、スキマスイッチ、德永英明、松任谷由実、星野源、コブクロなど、数多くの著名ミュージシャンのアルバムやツアーに参加。頼まれればボーカルも務める。ドラムセットはカノウプスの物を使用。
影響を受けたアイドルはザ・タイガースとビートルズ。趣味はヴィンテージ・ギター集め。
長髪を頭の後ろで下に束ねて垂らし、口髭と顎髭を蓄えた仙人のような風貌である。ステージではおとなしい性格。桑田佳祐曰く下戸とのこと。
愛知県名古屋市にある老舗中華料理店「中国料理ピカイチ」の常連客の一人であり、同店が運営している公式YouTubeチャンネルの配信動画にも出演している。

## プレイスタイル
ビートルズに影響を受けたというドラムはシンプルでタイトなリズムでバンドサウンドの根幹を成すようなドラミングで、余計なことを一切しないグルーヴィーなサウンドが特徴である。特定の師匠を持ったことがなく、ルーディメンツなどのテクニカル練習もしない。感覚やフィーリングを大切にしており、基礎練習よりはコピー練習をして感覚を掴むことを勧めている。ドラムセットは非常に低くセッティングしてあり、理屈ではなくフィーリングを大切にした結果そのようになった。バンドアンサンブルを何よりも重視しており、ドラムは単独の楽器ではなく、曲と合わせてこそ意味を成すというポリシーを持っている。

## 経歴
1981年
- 「ぴかぴか」のドラムスとしてメジャー・デビュー[4][5]。

1985年 - 1987年
- 「GRANNY TAKE A TRIP」を結成[4]。
- 「白井貴子&Crazy Boys」に参加。以降、スタジオ・ミュージシャンとしても活動を始める。

1998年 - 1999年
- 椎名林檎のバックバンド・絶倫ヘクトパスカルのメンバーとしてデビュー・アルバム『無罪モラトリアム』のレコーディングやライブに参加[7]。aikoのメジャー1stアルバム『小さな丸い好日』のレコーディングに参加。

2000年
- 椎名林檎の2ndアルバム『勝訴ストリップ』のレコーディングに参加。

2002年
- 桑田佳祐のソロ3rdアルバム『ROCK AND ROLL HERO』のレコーディングに参加。

2003年
- 桑田佳祐のソロライブ「Act Against AIDS 2003 “栄光のDISCO & SOUL”」に参加。

2006年
- THE 5th ANNUAL TOKYO GUITAR SHOWのステージに斎藤誠率いる一夜限りのクリームのトリビュートバンド“ありがとう、クリーム！”のメンバー（ジンジャー・ベイカー役）として参加。

2007年
- 7月、『ap bank fes '07』にBank Bandのメンバーとして参加。
- 11月 - 12月、「桑田佳祐 LIVE TOUR 2007 「呼び捨てでも構いません!! 『よっ、桑田佳祐』SHOW」へサポート参加して以降、桑田のソロコンサートに毎回参加。

2008年
- 11月28日 - 30日、椎名林檎のデビュー10周年記念ライブ「椎名林檎 (生)林檎博'08 〜10周年記念祭〜」に参加。

2009年
- 5月、亀田誠治総指揮によるライブイベント「亀の恩返し」に参加。
- 5月30日、FM802の開局20周年スペシャルイベント「FM802 STILL20 SPECIAL LIVE RADIO MAGIC」にシークレットゲストとして登場した、桑田佳祐のスペシャルバンドのメンバーとして参加。
- 7月、『ap bank fes '09』にBank Bandのメンバーとして参加。

2010年
- 7月、『ap bank fes '10』にBank Bandのメンバーとして参加。
- FNS歌謡祭2010武部聡志音楽団に参加。

2011年
- 7月、『ap bank fes '11 Fund for Japan』にBank Bandのメンバーとして参加。
- 9月10日・11日、桑田佳祐のソロ公演「宮城ライブ〜明日へのマーチ!!〜」に参加。

2012年
- 7 - 8月、『ap bank fes '12 Fund for Japan』にBank Bandのメンバーとして参加。
- 5月27日、自身の名義では初となるドラム教則DVD『河村“カースケ”智康 Kaasuke Plays Drums』を発売。

2013年
- 5月、亀田誠治主催のライブイベント「亀の恩返し2013」に参加。

2014年
- 10月12日、亀田誠治がホストを務めるライブイベント「J-WAVE『BEHIND THE MELODY』〜FM亀の恩返し supported by イープラス」に参加。

2015年
- 星野源の4thアルバム『YELLOW DANCER』のレコーディングに参加。
- FNS歌謡祭2015武部聡志音楽団に参加。

2016年
- 7月、『Reborn-Art Festival × ap bank fes 2016』として4年ぶりに開催されたap bank fesにBank Bandのメンバーとして参加。
- 星野源の9thシングル『恋』のレコーディングに参加[8]、MVにも出演。
- 10月、『MUSIC for ASO 2016 supported by ap bank』にBank Bandのメンバーとして参加。

2017年
- 7月、『Reborn-Art Festival 2017 × ap bank fes』にBank Bandのメンバーとして参加。
- 星野源の10thシングル『Family Song』のレコーディングに参加、MVにも出演。

2018年
- 星野源の11thシングル『ドラえもん』のレコーディングに参加。
- 7月、『ap bank fes '18』にBank Bandのメンバーとして参加。

2019年
- 星野源 DOME TOUR2019「POP VIRUS」に参加。

2021年
- 11月、『B'z presents LIVE FRIENDS』にサポートドラムとして参加。

2022年
- 8月、ミュージカル『ジャニス』にバンドマンとして出演[9]。

## 参加グループ
- ぴかぴか
- The Conx
- GRANNY TAKE A TRIP
- the bond - 河村がリーダーを務めるインストゥルメタル・バンド。DRUMS：河村”カースケ”智康、KEYBOARD：片山敦夫、BASS：角田俊介、GUITAR：柳沢”230″二三男という各界で活躍するベテラン4名で結成された。
- 白井貴子& CRAZY BOYS
- KIT16
- CHABO BAND
- Bank Band - 『沿志奏逢2』『沿志奏逢3』のレコーディングと『ap bank fes』に参加。
- 空想旅団バンド - 日比谷野外大音楽堂90周年イベント「日比谷野音空想旅団 〜そこに素晴らしき音楽があった〜」に出演。メンバーは河村（Dr）の他、小林武史（Key）、亀田誠治（B）、小倉博和（G）、山本拓夫（Sax）、登坂亮太（Cho）、イシイモモコ（Cho）。
- コブクロ
- 星野源

## サポート/レコーディング参加
- aiko
- 嵐 - 「Your Eyes」のレコーディングに参加[10]。
- 安藤裕子
- いきものがかり
- 大塚愛 - 「Cherish」、「プラネタリウム」など、複数のレコーディングに参加。
- 大原櫻子
- 鬼束ちひろ
- 甲斐よしひろ
- GAO -  シングル「サヨナラ」他、複数のレコーディングに参加。
- 亀田誠治 - 亀田の主催イベント『亀の恩返し』『日比谷音楽祭』のステージバンドに参加。
- 河村隆一
- KAN
- KIX-S - 『sunrise』のレコーディングに参加。
- GRANRODEO - 『delight song』収録の「Snow Pallet」「Rain Beat」のレコーディングに参加。
- GLIM SPANKY
- 桑田佳祐 - アルバム『ROCK AND ROLL HERO』『MUSICMAN』『がらくた』のレコーディング、および2007年のライブツアー以降の

ライブに参加。
- 小山卓治 – 所属するThe Conxが小山卓治 with The Conxとしてバックバンドになり、レコーディングやライブに参加。その後、小山卓治 with The Dadのメンバーとして参加。
- 斎藤誠
- 坂本真綾
- 佐橋佳幸 - 芸能活動30周年記念イベント『〜東京城南音楽祭 T.J.O〜』に参加。
- Salyu
- 沢田研二
- 椎名林檎 - 初期のアルバム（1st『無罪モラトリアム』、2nd『勝訴ストリップ』）やシングル（「幸福論」「ここでキスして。」「本能」「ギブス」）、デビュー10周年記念ライブ『(生)林檎博'08 〜10周年記念祭〜』など、様々なレコーディングやライブに参加。
- 柴咲コウ
- shibuya eggman 35th special session band - 渋谷エッグマン35周年記念で元キマグレンのISEKIが率いたバンド。メンバーには河村の他、是永巧一 (G)、生本直毅 (G)、オバタコウジ (G)、河村吉宏 (Dr)、eji (Key)、岩村乃菜 (Cho)、Kamikaze Boy (B, Cho / MAN WITH A MISSION) が参加。
- supercell
- Superfly
- スガシカオ
- スキマスイッチ
- 武部聡志 – 武部の還暦記念公演『Original Award Show 〜Happy 60〜』のバンドメンバー。
- 田村直美
- Char
- Chage
- 寺岡呼人
- Do As Infinity - 1stアルバム『BREAK OF DAWN』から全てのアルバムレコーディング、2008年 - 2010年のライブサポートに参加。
- 徳永英明
- 戸渡陽太
- 仲井戸麗市／CHABO BAND
- 中島みゆき
- 中村中
- 新山詩織
- NIKIIE
- bice - シングル「bice」「スニーカー」アルバム『let love be your destiny』のレコーディングに参加。
- 秦基博
- B'z
- 一青窈
- 日比谷ブロードウェイ - シングル『雨が止んだら』のレコーディングに参加。
- 氷室京介 - 『20th Anniversary ALL SINGLES COMPLETE BEST JUST MOVIN' ON 〜ALL THE-S-HIT〜』収録の「Be Yourself」のレコーディングに参加。
- ヒャダイン - 1stアルバム『20112012』収録曲「トンズラブラザーズのテーマ2012」のレコーディングに参加。
- 平野綾 - 『NEOPHILIA』収録の「forget me nots...」のレコーディングに参加。
- 平井堅
- 福山雅治
- 藤井フミヤ - 1999年のツアー『Time of the Wind』～2005年『COUNT DOWN PARTY』に参加[注 1]。
- フジファブリック - 「東京」「光あれ」のレコーディングで参加。
- 星野源
- コブクロ
- 布袋寅泰 - ファンクラブ限定ライブB.C.Only2014に参加[注 2]、フリーライブ『【BEAT 3】～Power of Music～ FREE LIVE! 自由の音を聴け』。
- ポルノグラフィティ
- 松たか子
- 松任谷由実
- miwa - 「ホイッスル〜君と過ごした日々〜」に参加。2013年のライブツアー『miwa concert tour 2013 "Delight"』に参加。
- モーニング娘。 - 『ファーストタイム』収録の「ウソつきあんた」。
- 森亀橋バンド - 森俊之 (Key)、亀田誠治 (B)、佐橋佳幸 (G) によるプロジェクト「森亀橋」のイベントでのバンド。
- 矢野まき
- YUKI - 「tonight」のレコーディングに参加。
- ゆず
- 吉田拓郎 - アルバム『AGAIN』収録曲「たえなる時に」「アキラ」「風邪」「サマータイムブルースが聴こえる」「気持ちだよ」「わしらのフォーク村」のレコーディングに参加。